# Охридска банка (Струга)
Сградата на Охридска банка (на македонска литературна норма: Охридска банка) е архитектурна забележителност в град Струга, Северна Македония. Сградата е регистрирана като културно наследство на Северна Македония.

## Местоположение
Сградата е разположена на Стружката чаршия, на левия бряг на Черни Дрин, на улица „Маршал Тито“ № 4. До нея е Корчевата къща. Сградата датира от 1931 година.